# تپه کوزه وا
تپه کوزه وا در شهرستان خرم‌آباد، بخش دوره چگینی، دهستان کشکان، ۵۰ متری شمال روستای بلوط بان واقع شده و این اثر در تاریخ ۲۲ اسفند ۱۳۸۵ با شمارهٔ ثبت ۱۸۱۷۰ به‌عنوان یکی از آثار ملی ایران به ثبت رسیده است.